# Cepphis rectilinea
Cepphis rectilinea là một loài bướm đêm trong họ Geometridae.